# Amanab jezik
Amanab jezik (ISO 639-3: amn), jedan od osam jezika skupine waris, porodice border ili tami kojim govori 4 420 ljudi (2003 SIL) iz plemena Amanab u Papui Novoj Gvineji, provincija Sandaun, distrikt Amanab.
Uči se u osnovnoj školi. Pismo: latinica.

## Vanjske poveznice
- Ethnologue (14th)
- Ethnologue (15th)